# Reidar Sundby
Pour les articles homonymes, voir Sundby.
Reidar Sundby (né le 17 octobre 1926, et mort le 27 octobre 2014) est un ancien joueur et entraîneur de football international norvégien.
Ses deux fils, Tom Sundby et Reidar Sundby Jr., furent également footballeurs professionnels.